# Karavanke
Les Karavanke (en allemand Karawanken, en italien Caravanche) sont un massif  des Préalpes orientales méridionales. Ils s'élèvent entre la Slovénie (Basse-Styrie, province de Carinthie, Haute-Carniole) et l'Autriche (land de Carinthie). Ils appartiennent à l'ensemble des Alpes juliennes.
Le Hochstuhl est le point culminant du massif.

## Toponymie
Le nom moderne peut être rapproché de celui du mont Καρουάγκας mentionné par Claude Ptolémée et par la Chrestomathia Straboniana, nom qui semble bien s'appliquer à cette chaîne.

## Géographie

### Situation
Le massif est entouré des Alpes de Gurktal au nord, des Alpes de Lavanttal au nord-est, du Pohorje à l'est, des Alpes kamniques au sud-est, du massif des Alpes juliennes au sud-ouest, des Alpes carniques à l'ouest et des Alpes de Gailtal au nord-ouest.
La chaîne, étendue sur 120 km, est la plus longue d'Europe.
Elle est arrosée au nord par la Drave et au sud par la Save.
Les Karavanke, ainsi que les Alpes kamniques, forment la frontière naturelle entre l'Autriche et la Slovénie. Ainsi, les routes commerciales comprennent de nombreux cols. L'un d'eux, le col de Loïbl (en allemand  Loiblpass, en slovène Ljubelj), d'une altitude de 1 370 m, est aménagé depuis 300 ans et est ainsi le plus ancien col aménagé d'Europe. De nos jours, un tunnel traverse la chaine de montagnes et relie par autoroute les villes de Villach en Autriche (en slovène Beljak) et Ljubljana en Slovénie.

### Sommets principaux

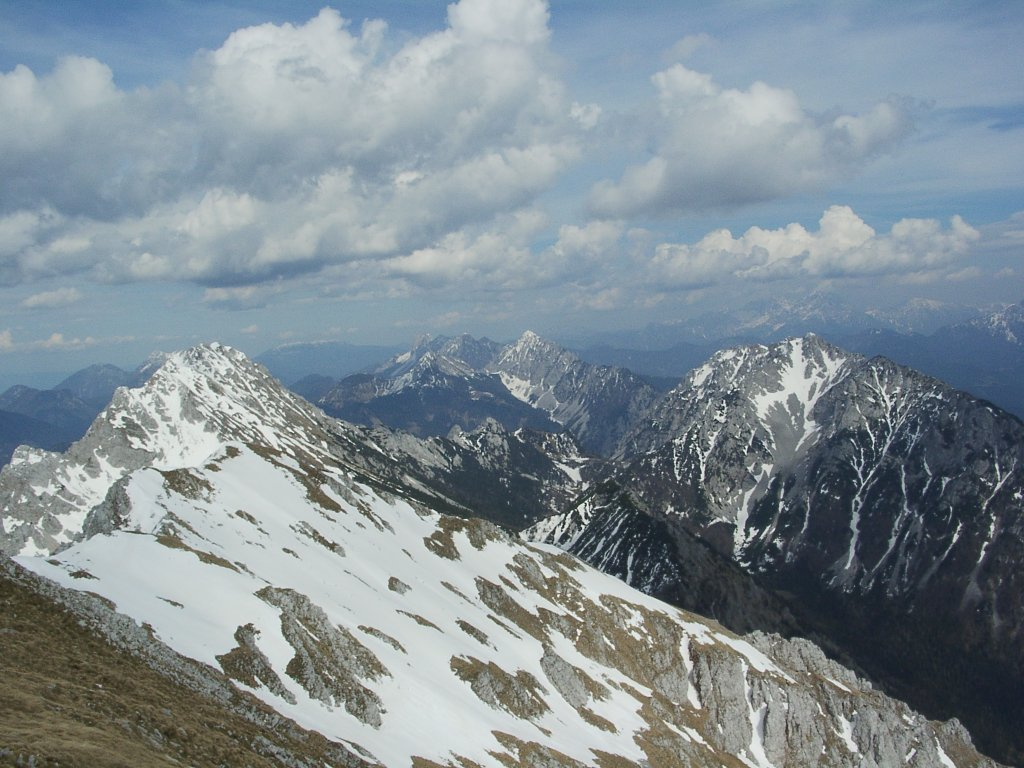
Vue des Karavanke orientales depuis le Hochstuhl.

- Hochstuhl, 2 237 m
- Vertatscha, 2 180 m
- Mittagskogel, 2 145 m
- Hochobir, 2 139 m
- Petzen, 2 113 m
- Hainschturm, 2 092 m
- Koschuta, 2 066 m
- Begunjščica, 2 060 m
- Kuhberg, 2 026 m
- Kosiak, 2 024 m
- Loibler Baba, 1 969 m
- Kleinobir, 1 948 m
- Bärntaler Kotschna, 1 944 m
- Freiberg, 1 923 m
- Ferlacher Horn, 1 840 m
- Golica, 1 834 m
- Matschacher Gupf, 1 691 m
- Schwarzer Gupf, 1 688 m
- Matzen (Berg), 1 627 m
- Singerberg, 1 589 m
- Sinacher Gupf, 1 557 m
- Sechter, 1 449 m

## Histoire
Le col de Loïbl, principale voie de passage des Karawanke, a été emprunté à l'époque romaine, médiévale et moderne. Le tunnel routier qui le traverse a été construit pendant la Seconde Guerre mondiale par des travailleurs forcés (cet épisode sert de base au roman historique Le tunnel, d'André Lacaze).

## Activités

### Stations de sports d'hiver
- Feistritz an der Drau
- Planina

### Randonnée
Les Karavanke offrent de bonnes opportunités pour les randonneurs, grâce à leurs nombreux refuges. La plupart des pics offrent une vue sur le bassin du Klagenfurt (en slovène Celovec) aussi bien que sur d'autres vallées plus profondes côté slovène. La partie autrichienne est plus montagneuse et escarpée, tandis que la partie slovène est plus douce et couverte de forêts, de prés et de bois.